# Дулов
Дулов (словац. Dulov) — село в окрузі Ілава Тренчинського краю Словаччини. Площа села 5,53 км². Станом на 31 грудня 2015 року в селі проживало 917 людей. Протікає річка Квашов.

## Історія
Перші згадки про село датуються 1259 роком.

## Населення
| Рік:            | 1994. | 2004.   | 2014.   | 2024.   |
| --------------- | ----- | ------- | ------- | ------- |
| Кількість осіб: | 916   | 926     | 921     | 888     |
| Різниця:        |       | +1,09 % | -0,53 % | -3,58 % |

| Рік:            | 2023. | 2024.   |
| --------------- | ----- | ------- |
| Кількість осіб: | 899   | 888     |
| Різниця:        |       | -1,22 % |